# Pont de Biscaye
Le pont de Biscaye (en espagnol : Puente de Vizcaya ou Puente Colgante) est un pont transbordeur construit de 1888 à 1893, reliant les deux villes de Portugalete et Getxo (Las Arenas), situées de part et d'autre du Nervion, à l'entrée du port de Bilbao, Espagne. Il s'agit du pont transbordeur le plus grand du monde. Premier pont transbordeur construit, il est encore en service. Ce pont transbordeur a été inscrit en 2006 sur la liste du patrimoine mondial de l'Unesco.

## Historique
Pour franchir le Nervion entre Portugalete et Las Arenas, en aval de Bilbao, sans empêcher la remontée des bateaux jusqu'à Bilbao, Alberto de Palacio avait eu l'idée de mettre en œuvre une solution de pont roulant qui avait été mise au point et utilisée en 1873 par l'architecte Alexandre Leroyer (1827 - 1886) pour relier Saint-Malo à Saint-Servan. Cette solution fut refusée par crainte que les rails sur lesquels roulait le chariot ne soient arrachés par les ancres des bateaux.
Ne pouvant placer de voie de roulement en fond de rivière, il imagina de la placer au-dessus, sur la poutre d'un pont transbordeur. L'idée est acceptée et son brevet est enregistré le 1er janvier 1888.
Ne maîtrisant pas la technique des ouvrages suspendus par câbles, Palacio et son entrepreneur, Alonso, vinrent en France où ils se mirent en relation avec Ferdinand Arnodin, seul spécialiste de cette technologie, qui avait déposé une demande de brevet pour un pont transbordeur le 5 novembre 1887. Un contrat fut signé entre eux.
Le 7 avril 1890 est constituée la Société M.A. de Palacio et Cie pour la construction et l'exploitation du pont. Le pont est conçu par l'ingénieur-architecte Alberto de Palacio et l'ingénieur-constructeur Ferdinand Arnodin. Il est mis en service le 24 juillet 1893 et inauguré par la reine Christine.
Ferdinand Arnodin acheta à Alberto de Palacio son brevet de pont transbordeur.
Le tablier fut détruit en 1937, durant la guerre civile espagnole. Il a été remis en service en 1941.

## Description
C'est un pont suspendu à câbles d'acier et suspentes, comme tous ceux d'Arnodin jusqu'en 1900. La nacelle, qui comporte des éléments en aluminium dans le but de l'alléger, a vu sa capacité plusieurs fois augmentée.
Les ancrages sont implantés derrière les maisons, en pleine ville : les câbles passent donc par-dessus les toits. Pour éviter cela, à Marseille ou à Nantes, où la place manquait, Arnodin préféra réaliser des ponts transbordeurs à haubans et contrepoids.
Le tablier, desservi par un ascenseur, est accessible aux visiteurs.

## Service
La traversée, qui se fait sans retournement des véhicules, ne dure guère plus d'une minute. Le pont paraît irremplaçable pour le service local, entre deux agglomérations séparées par un passage maritime très fréquenté. Un pont autoroutier en béton précontraint a été construit en amont, sur la BI-30.

## Protection
Le pont fait l’objet d’un classement en Espagne au titre de bien d'intérêt culturel depuis le 17 juillet 1984.
Depuis 2006, il est inscrit au Patrimoine mondial de l'Unesco. « Il a été le premier pont au monde à nacelle de transbordement suspendue au-dessus du mouvement des navires, pour le transport des passagers et des véhicules et a servi de modèle à de nombreux autres ponts similaires en Europe, en Afrique et aux Amériques, dont seuls quelques exemplaires sont parvenus jusqu’à nous. De par son utilisation novatrice des câbles d’acier légers à torsion alternative, il est considéré comme une des remarquables constructions d’architecture métallique issues de la Révolution industrielle. ».

## Galerie

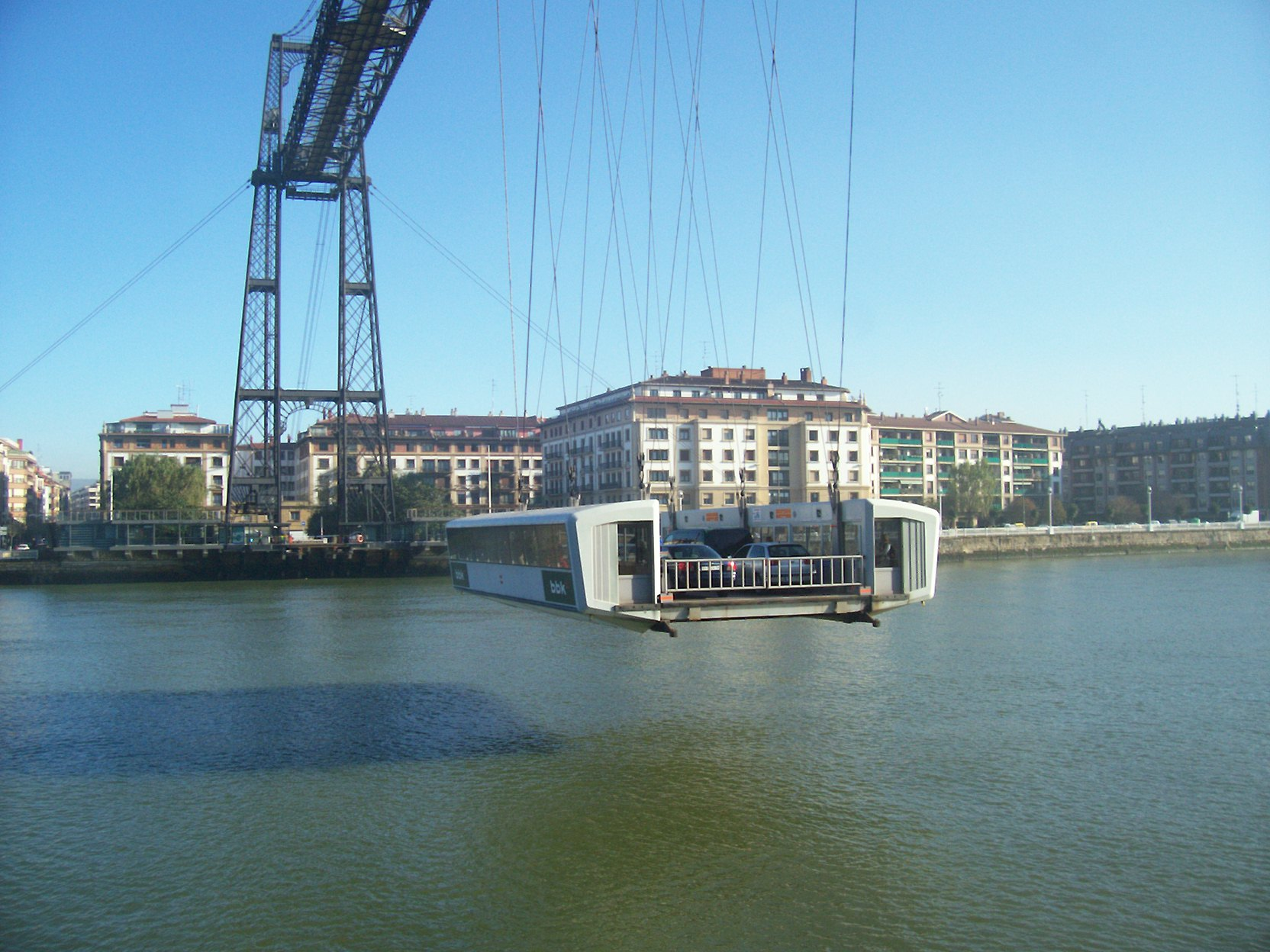
Automobiles...
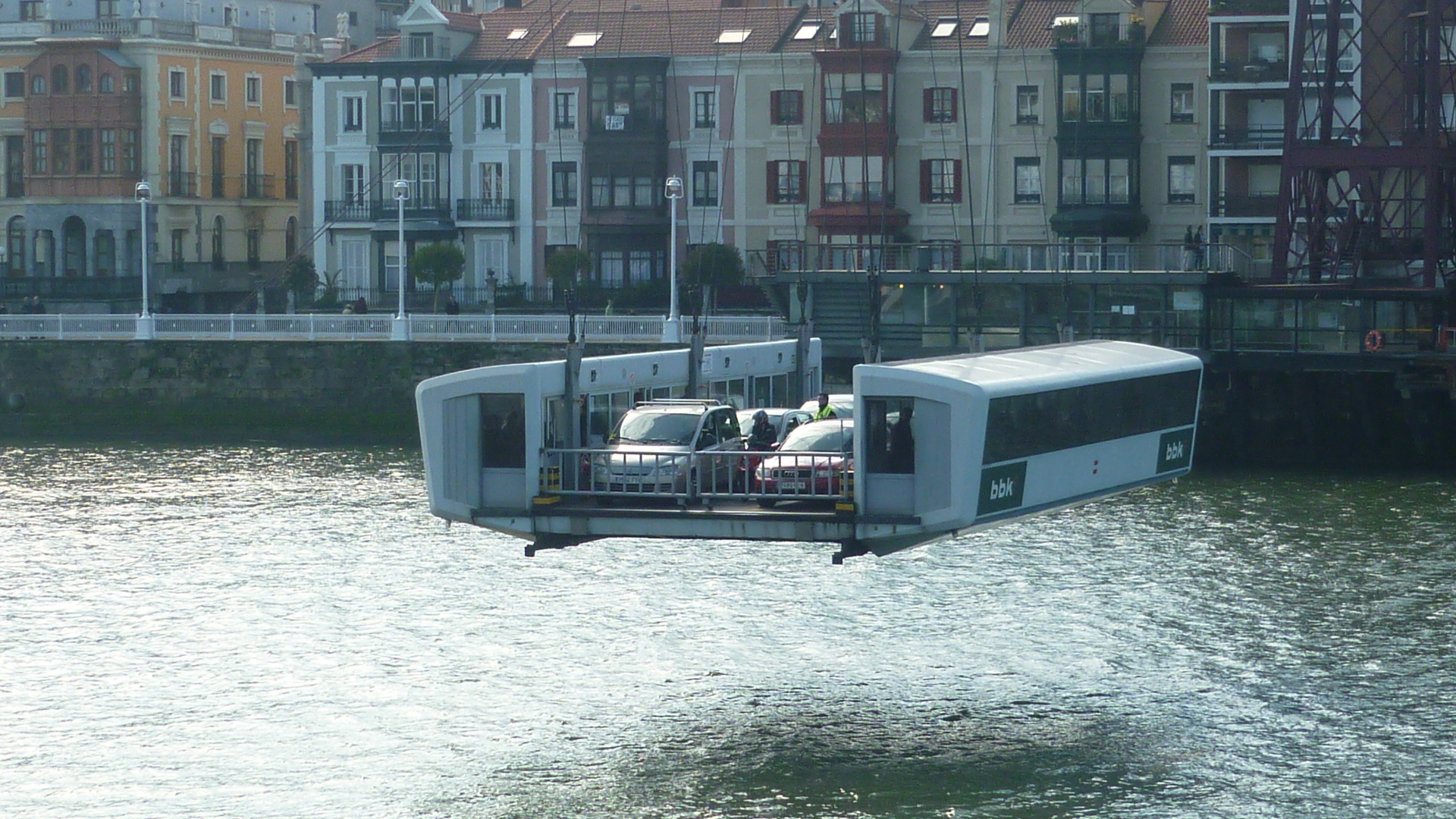
...dans la nacelle.
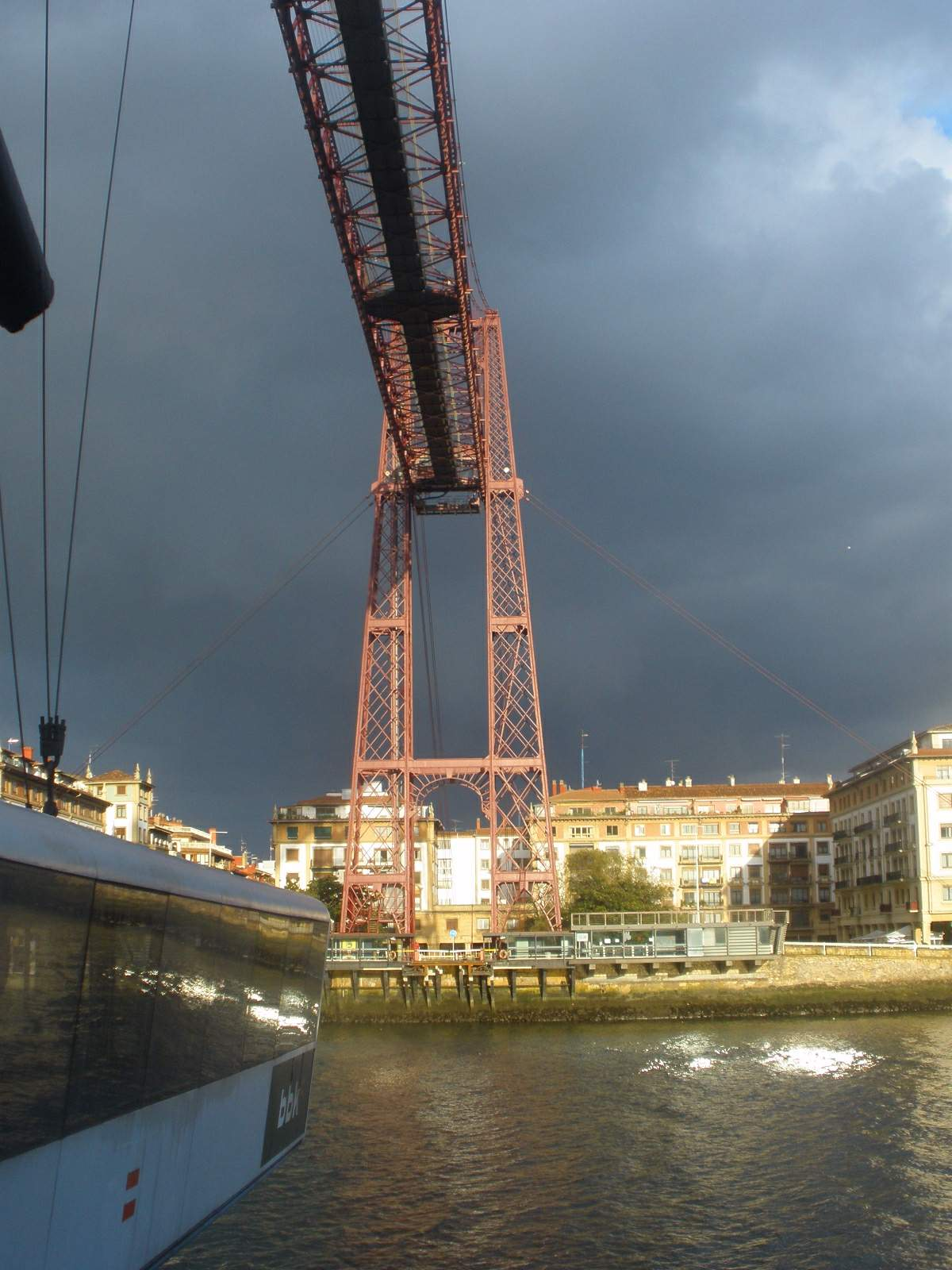
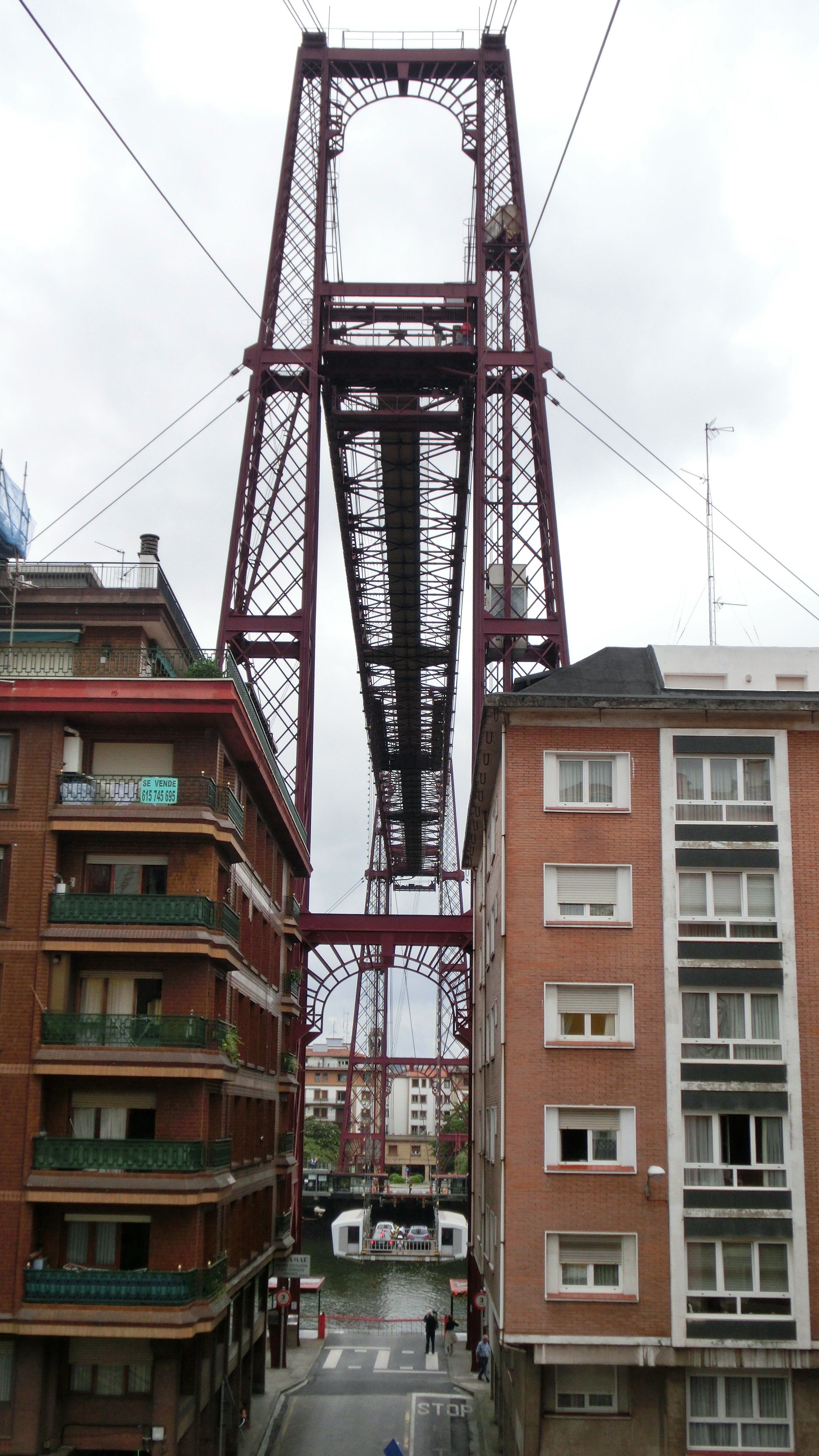